# Elezioni presidenziali in Benin del 2001
Le elezioni presidenziali in Benin del 2001 si tennero il 4 marzo (primo turno) e il 18 marzo (secondo turno). Il ballottaggio fu  boicottato dai candidati che al primo turno si erano piazzati al secondo e al terzo posto per numero di voti (rispettivamente, Nicéphore Soglo e Adrien Houngbédji).

## Risultati
| Candidati            | Partiti                                                               | I turno   | I turno | II turno  | II turno |
| Candidati            | Partiti                                                               | Voti      | %       | Voti      | %        |
| -------------------- | --------------------------------------------------------------------- | --------- | ------- | --------- | -------- |
| Mathieu Kérékou      | Fronte d'Azione per il Rinnovamento e lo Sviluppo                     | 1 054 920 | 47,06   | 1 282 855 | 83,64    |
| Bruno Amoussou       | Partito Socialdemocratico                                             | 89 811    | 4,01    | 250 940   | 16,36    |
| Nicéphore Soglo      | Partito della Rinascita del Benin                                     | 648 749   | 28,94   |           |          |
| Adrien Houngbédji    | Partito del Rinnovamento Democratico                                  | 301 979   | 13,47   |           |          |
| Sacca Lafia          | Unione per la Democrazia e la Solidarietà Nazionale                   | 29 241    | 1,30    |           |          |
| François-Xavier Loko | Indipendente                                                          | 15 769    | 0,70    |           |          |
| Adébayo Abimbola     | Raggruppamento Nazionale per la Democrazia                            | 14 460    | 0,65    |           |          |
| Soulé Dankoro        | Partito Democratico del Benin                                         | 14 452    | 0,64    |           |          |
| Wallis Zoumarou      | Unione Nazionale per la Solidarietà e il Progresso                    | 13 116    | 0,59    |           |          |
| Rhétice Dagba        | Indipendente                                                          | 11 350    | 0,51    |           |          |
| Marie-Elise Gbèdo    | Indipendente                                                          | 8 125     | 0,36    |           |          |
| Lionel Agbo          | Congresso Africano dei Democratici                                    | 7 911     | 0,35    |           |          |
| Léandre Djagoué      | Raggruppamento dei Liberal Democratici per la Ricostruzione Nazionale | 7 488     | 0,33    |           |          |
| Gatien Houngbédji    | Unione Democratica per lo Sviluppo Sociale ed Economico               | 7 313     | 0,33    |           |          |
| Sadikou Alao         | Alleanza Nazionale per l'Alternativa Democratica                      | 5 893     | 0,26    |           |          |
| Olofindji Akandé     | Indipendente                                                          | 5 735     | 0,26    |           |          |
| François Kouyami     | Indipendente                                                          | 5 205     | 0,23    |           |          |
| Totale               | Totale                                                                | 2 241 517 | 100     | 1 533 795 | 100      |